# Apogon quinquestriatus
Apogon quinquestriatus är en fiskart som beskrevs av Regan, 1908. Apogon quinquestriatus ingår i släktet Apogon och familjen Apogonidae. Inga underarter finns listade i Catalogue of Life.